# Il cielo in una stanza (brano musicale)
Il cielo in una stanza è un brano musicale composto dal cantautore Gino Paoli, pubblicato la prima volta nel 1960 per l'interpretazione di Mina nel 45 giri Il cielo in una stanza/La notte e nell'omonimo album. Nello stesso anno, ma successivamente, fu pubblicato anche dal suo autore sul singolo Il cielo in una stanza/Però ti voglio bene e nel 1961 nell'album eponimo.
Paoli, nel 1962, affidandosi all'arrangiamento di Ennio Morricone durante il suo passaggio alla RCA, registrò un'ulteriore versione in studio del brano (mai uscita come singolo) che con il tempo diventerà la più famosa in assoluto. Il brano, a suo tempo rivoluzionario (testo basato su storia reale, mancanza di ritornello e rima baciata, canto parlato, innovativa simbiosi poetica tra testo/parole e melodia/musica), è considerato generalmente tra i più belli nella storia della canzone italiana.

## Storia
La canzone fu scritta dal giovane cantautore genovese quando non era ancora iscritto alla SIAE, per questo nei crediti delle varie versioni del disco figurano Mogol come autore del testo e Toang compositore della musica. Solo successivamente sarà depositata con la firma corretta del solo Paoli.
Il brano, rifiutato da interpreti come Jula de Palma e Miranda Martino, fu proposto a Mina dal paroliere Mogol. Mina, poco convinta e all'inizio anche riluttante, decise di registrarla solo dopo averla sentita eseguita al pianoforte dallo stesso Paoli, ma soprattutto a seguito delle pressioni dei discografici.
Con questo singolo tuttavia, la cantante raggiunse il 15 ottobre 1960, per la seconda volta nella sua carriera (dopo Tintarella di luna/Mai), il traguardo discografico del primo posto nelle vendite. Il pezzo infatti, entrato al quinto/sesto posto nell'estate 1960, rimase in classifica fino all'inizio dell'anno successivo, dopo aver raggiunto il primo posto per 14 settimane, diventando il 45 giri più venduto dell'anno e sfiorando nel tempo i 2 milioni di copie vendute.

## Ispirazione e contenuto
Come raccontato dallo stesso Paoli, il testo descrive l'incontro con una prostituta, di cui Paoli si era innamorato, avvenuto in un bordello di Genova riconoscibile dal "soffitto viola".
Nonostante l'argomento trattato, è considerata una delle più rilevanti espressioni della canzone d'autore italiana e un capolavoro artistico. L'immagine di alta poesia, che evoca l'atto di sesso a pagamento consumato nella stanza col soffitto viola, trasfigura circostanze e ambienti. La raffinata melodia, inizialmente lenta e confidenziale, conduce gradatamente verso spazi infiniti e trasognati raggiungendo il massimo dell'intensità musicale e poetica, per poi tornare nel finale all'intimità iniziale.

## Citazioni e riferimenti nella cultura popolare
- Nella colonna sonora del film La ragazza con la valigia (1961), quando Romolo (Riccardo Garrone) cerca di baciare Aida (Claudia Cardinale).
- In forma umoristica, nella commedia La moglie in vacanza... l'amante in città (film, 1980): il maggiordomo Peppino (Lino Banfi) ne recita i versi, storpiandoli, quando tenta vanamente di sedurre Valeria (Barbara Bouchet).
- Nella colonna sonora del film Bianca di Nanni Moretti, dove viene spiegata l'ipotetica genesi del brano in una surreale lezione di storia.
- Nella colonna sonora del film Quei bravi ragazzi e erroneamente accreditata con il titolo in inglese nei crediti finali.
- In un verso di Ragazzo fortunato, canzone di Jovanotti inserita nell'album Lorenzo 1992, che recita: "Se io fossi capace... scriverei Il cielo in una stanza".
- Nel testo della canzone Il solito sesso di Max Gazzè (2008).
- In un mini-film pubblicitario per un profumo Dolce & Gabbana, diretto da Martin Scorsese e interpretato da Scarlett Johansson e Matthew McConaughey.[11]
- Nel testo della canzone Viceversa di Francesco Gabbani (2020).
- Nella colonna sonora del film horror italiano A Classic Horror Story (2021), una produzione Netflix.
- Nel Campionamento in Intro, prima traccia del suo album Caos (2022) di Fabri Fibra.

## Versioni di Gino Paoli
L'autore ha inciso più volte la canzone in italiano e sempre con arrangiamenti diversi.
- 1961 - Traccia del 1960 inserita nell'EP Un uomo vivo (catalogo Ricordi ERL 173).[13][14]
- 1961 - Paoli include il brano nel suo primo album Gino Paoli (catalogo Ricordi MRL 6006),[15] ristampato, sempre con copertine diverse, prima nel 1966 (MRP 9023), poi nel 1977 per la linea Dischi Ricordi - Orizzonte (ORL 8055) anche su cassetta (ORK 78055), infine nel 1990 su CD (CDOR 8055).[16] Gli arrangiamenti e l'orchestra del pezzo accreditati su queste edizioni sono però di Gian Franco Reverberi.[15]
- 1962 - Nuova versione studio, registrata nel passaggio alla RCA con arrangiamento curato da Ennio Morricone, inclusa in molte compilation degli anni a venire.
- 1965 - Versione dal vivo in Gino Paoli allo Studio A. Arrangiamento: Gino Paoli e il suo complesso.[17][18]
- 1971 - Versione con nuovo arrangiamento nell'album Rileggendo vecchie lettere d'amore. Arrangiamento: Giampiero Boneschi.[19][20]
- 1984 - Ulteriore nuova versione per il Qdisc Averti addosso. Arrangiamento: Beppe Vessicchio.[21][22]
- 2009 - Duetto con Carla Bruni in Le ciel dans une chambre, versione in francese della canzone con testo della Bruni,[23] inserito nella raccolta in 2 CD Senza fine.[24]
- 2012 - Versione studio in collaborazione con il pianista Danilo Rea, inclusa nell'album Due come noi che...
- 2019 - Nuova versione studio registrata per il doppio album Appunti di un lungo viaggio

## Versioni di Mina
Storicamente Mina è stata la prima interprete della canzone e, a giudicare dal successo di pubblico e di critica ottenuto nell'immediato ma anche successivamente, la sua versione rappresenta (insieme a quelle del suo autore) un punto di riferimento e paragone per tutta la musica leggera italiana e in particolare per la canzone d'autore.

### in italiano
Oltre la versione normale del 1960 e quella extended del 1965, nel
- 1968 - Mina incide una versione acustica, per la sua casa discografica PDU, con l'arrangiamento di Augusto Martelli. Questa edizione, inclusa inizialmente nell'album Le più belle canzoni italiane interpretate da Mina realizzato esclusivamente per gli abbonati ai periodici Rusconi, viene pubblicata ufficialmente l'anno dopo, sia nel singolo Il cielo in una stanza/Ma se ghe penso, sia nell'album I discorsi.
- 1988 - Mina realizza una terza versione del brano, anche questa acustica, con il solo accompagnamento al piano di Renato Sellani, inserita nelle raccolte Oggi ti amo di più del 1988 e The Platinum Collection del 2004, entrambe dal 2012 fuori dalla discografia ufficiale dell'artista.

### in lingua straniera
- In inglese: titolo This World We Love In, testo di Don Raye, in due versioni del 1960. La prima (durata 2:20) presente solo nel singolo This World We Love In/You're Tired of Me (Time Records 1030, USA),[25] l'altra extended (durata 2:52) nel singolo This World We Love In/Please Don't Leave Me (Oriole Records 45-CB 1600, UK).[26] Quest'ultima si trova anche nelle raccolte More Than Strangers (Regalia RMS 5003, USA 1969) e Mina in the World (2000).
- In spagnolo: titolo El cielo en casa, testo di Julio Cèsar, nell'EP Mina canta en Español (Spagna, 1961) e nella raccolta Mina latina due (1999).
- In tedesco: titolo Wenn du an Wunder glaubst (Germania, singolo 1963), testo Hans Bradtke, inserita anche nella raccolta Heisser Sand (Germania, 1996).

Queste versioni, compresa quella extended in italiano, sono contenute in un CD singolo di produzione europea, intitolato MINA - Il cielo in una stanza.

## Versioni strumentali
- 2000 - Manco Inca incide una versione con il flauto di Pan per l'album Italy Love Songs.
- 1964 - Giorgio Gaslini incide una versione pianoforte e orchestra in "12 canzoni d amore italiane" - la voce del padrone QELP8110

## Cover di altri artisti
Numerose sono state le cover di altri artisti, spesso significative e di buon successo.
Tra le cover di successo emerge la versione del 1976 di Franco Simone che per record vendite fu premiato con la Gondola d'oro a Venezia nel 1977. Mostra internazionale di musica leggera
La versione di Franco Simone fu scelta nel 1977 da Age e Scarpelli come colonna sonora del ciclo tv “Le parole sono cinema”, (dicitura riportata anche sul 45 giri originale del 1977).
Questa cover di Franco Simone, nel 2023 è stata scelta, fra le varie versioni italiane, dalla cantante ed attrice Jennifer Lopez, come colonna sonora, per la campagna pubblicitaria mondiale di “Intimissimi”, per rappresentare l’Italia nello scenario di Positano.
| Anno | Artista                  | Titolo                             | Album                                                                     |
| ---- | ------------------------ | ---------------------------------- | ------------------------------------------------------------------------- |
| 1960 | Felice Colasso           | Il cielo in una stanza             | Felice Colasso e il suo complesso (EP)                                    |
| 1962 | Connie Francis           | This World We Love In              | Sings Modern Italian Hits (versione bilingue)                             |
| 1976 | Franco Simone            | Il cielo in una stanza             | Il poeta con la chitarra (singolo premiato con la Gondola d'oro nel 1977) |
| 1999 | Giorgia                  | Il cielo in una stanza             | Girasole                                                                  |
| 2002 | Carla Bruni              | Le ciel dans une chambre           | Quelqu'un m'a dit (Testo in francese di Carla Bruni)                      |
| 2002 | Franco Battiato          | Il cielo in una stanza             | Fleurs 3                                                                  |
| 2006 | Massimo Ranieri          | Il cielo in una stanza             | Canto perché non so nuotare...da 40 anni                                  |
| 2009 | Morgan                   | This World We Love In              | Italian Songbook Volume 1                                                 |
| 2009 | Noemi                    | Il cielo in una stanza             | Noemi (mini-album)                                                        |
| 2009 | Manuel Miranda           | Il cielo in una stanza             | Oltre i confini dell'oceano                                               |
| 2009 | Gino Paoli e Carla Bruni | Le ciel dans une chambre           | Senza fine (raccolta)                                                     |
| 2010 | Mike Patton              | Il cielo in una stanza             | Mondo cane                                                                |
| 2011 | Giusy Ferreri            | Il cielo in una stanza             | Nata per unire (compilation) e Il mio universo (Deluxe edition)           |
| 2011 | Noemi                    | Il cielo in una stanza             | Radio Italia - Mi piace (compilation)                                     |
| 2014 | Gianna Nannini           | Il cielo in una stanza             | Hitalia                                                                   |
| 2018 | Iravox                   | Il cielo in una stanza 2.0         | Controluce - The Singles Collection (Collection)                          |
| 2019 | Jaspers                  | Il cielo in una stanza             | Non ce ne frega niente                                                    |
| 2024 | Massimo Di Cataldo       | Il cielo in una stanza (Demo 2014) | 30 anni insieme Vol. 2                                                    |